# Алмазов, Ильяс Абдулаевич
Илья́с Абдул(л)а́евич Алма́зов (1899 год, Барсуки (ныне Назрановский район), Ингушетия, Терская область, Российская империя — 1970 год) — советский партийный и государственный деятель, председатель Президиума Верховного Совета Чечено-Ингушской АССР, депутат Верховных Советов Чечено-Ингушетии и Российской Федерации, член Президиума Верховного Совета РСФСР, Почётный нефтяник СССР.

## Биография
Член ВКП(б) с 1925 года. Жил в Грозном. Занимал различные должности в системе потребительской кооперации. В 1930 году был направлен на учёбу в Промакадемию строительных материалов в Ростове-на-Дону. Затем его перевели в нефтяную академию в Баку, которую он окончил в 1932 году с отличием. После окончания академии Алмазов работал управляющим треста «Грознефтеразведка». При его участии были открыты несколько месторождений нефти: Малгобекское, Горагорское и другие. Сам Сталин несколько раз присылал ему личные поздравления с трудовыми успехами.
В 1937 году был арестован как «враг народа». До мая 1939 года был заключённым Грозненской тюрьмы НКВД. Был реабилитирован.
Работал в объединениях «Грознефть» и «Харабеджил». Был заместителем директора конторы бурения нефтепромыслового управления «Старогрознефть».
В годы депортации чеченцев и ингушей Алмазов жил в Гурьеве, работал в нефтеразведке. В 1952 году был назначен начальником Южной комплексной геологоразведочной экспедиции Академии наук СССР по Мангышлакскому полуострову.
После возвращения чеченцев и ингушей из депортации, 16 марта 1958 года прошли первые после восстановления Чечено-Ингушской АССР выборы в Верховный Совет СССР и Верховный Совет автономии. В результате выборов Алмазов был избран председателем Президиума Верховного Совета Чечено-Ингушской АССР. Находился на этой должности до 1966 года.
Депутат Верховного Совета РСФСР от Чечено-Ингушетии V (1959—1963 гг.), VI (1963—1967 гг.) и VII (1967—1971 гг.) созывов. Делегат XXII и XXIII съездов КПСС.
Был членом примирительной комиссии по предотвращению кровной мести.
24 ноября 1965 года был награждён орденом Ленина. 26 сентября 1969 года был награждён орденом Трудового Красного Знамени.
После ухода на пенсию стал пенсионером союзного значения. Умер в 1970 году.

## Память
В честь Алмазова названа улица в Назрани.